# ساندرا ریمر
ساندرا ریمر (به انگلیسی: Sandra Reemer) (زاده ۱۷ اکتبر ۱۹۵۰- ۶ ژوئن ۲۰۱۷) خواننده اندونزیایی-هلندی بود.
او نماینده هلند در یوروویژن ۱۹۷۲، یوروویژن ۱۹۷۶ و یوروویژن ۱۹۷۹ بود.